# Laut (île)
Laut, en indonésien Pulau Laut, est une île d'Indonésie située dans le détroit de Macassar, au sud-est de la côte de Bornéo. Sa superficie est de 2 062 km2.
Administrativement, Laut fait partie du kabupaten de Kotabaru (en) dans la province de Kalimantan du Sud.